# Censo paraguayo de 2012
El Censo Nacional de Población y Viviendas del año 2012 fue el 7.º censo de población oficial de Paraguay, realizado por la Dirección General de Estadísticas, Encuestas y Censos (DGEEC). Debido a su irregularidad —especialmente por la baja cobertura del 74%— este censo quedó clasificado como «inválido» por el INE luego de publicarse los datos del censo de 2022.
Otros países americanos que realizaron censos durante el año 2012 son Bolivia, Chile, Cuba, Guatemala, Honduras y Guyana.

## Novedades
- Ha sido el censo de población más largo que se haya hecho en el país desde el primer censo, ya que antes solamente duraban un día. Este censo se extenderá por 1 mes y medio (del 15 de octubre hasta el 30 de noviembre).

- Por primera vez, se hizo un censo de “derecho”, es decir, los habitantes del país fueron censados en el lugar de su residencia habitual, en donde viven permanentemente o han pasado la mayor parte del tiempo los últimos 12 meses al momento de la visita del censista.

- Otra de las novedades que incorporó el Censo 2012 fue el uso de la tecnología en el procesamiento de los datos en el momento de la encuesta, pasando del tradicional formulario impreso a unos modernos smartphones (teléfonos inteligentes), que permitió digitalizar los datos en el momento preciso de realizar las preguntas a los encuestados.

- También se investigó sobre algunos temas que antes no se habían indagado, como la emigración internacional, la población afrodescendiente, el desplazamiento por razones de trabajo, la gradualidad de la discapacidad y el uso de las nuevas tecnologías de la información a nivel de cada persona.

## Evaluación de la información censal
La elaboración de las proyecciones de población supone la evaluación previa de los datos disponibles mediante la aplicación  de diferentes técnicas que permiten analizar temas tales como la omisión censal de población,  la declaración  de la edad y  la razón por sexo. Esto se debe a que los censos, como todo operativo estadístico, nunca son absolutamente exactos. 
En particular, el Censo Nacional  de Población y Viviendas 2012 tuvo una cobertura de personas  del 74,4%,  y  requirió  una evaluación  exhaustiva  de  sus  resultados, específicamente  de  los  indicadores necesarios para la elaboración de las proyecciones de población. En ese contexto, se  realizó  la  evaluación demográfica  cuyo  análisis  se  basó  en  las  siguientes  metodologías:
- Consistencia  de la tendencia  histórica: análisis  de los indicadores  establecidos  en los tres censos anteriores (1982,  1992 y  2002), en el que se  dio énfasis a la estructura por sexo y edad de la población y en los niveles y estructura de la mortalidad, fecundidad  y migración,  incluyendo  algunas  variables socioeconómicas. Los indicadores resultaron consistentes con la tendencia histórica trazada.
- Análisis  de  correlaciones:  entre  los  niveles  de  omisión  e  indicadores  sociodemográficos  y  económicos del  censo  2012,  por distrito.

La lógica de este análisis es que si un indicador no está sesgado, significa  que  no  está  correlacionado  con  la  omisión. Los resultados de  estos  análisis muestran  que los indicadores no están sesgados por la omisión. En conclusión, los  datos del censo 2012 se basaron en la tendencia desde 1982.  Para  la  validación  del  proceso  y  de  los  resultados se contó con el aporte de expertos internacionales y principales referentes locales. Para la evaluación de la exactitud de los datos censales respecto a la declaración  de la edad se utilizaron  los índices de Whipple y de Myers que miden la existencia  de preferencia por dígitos en una población al declarar la edad. Los datos son relativamente precisos, según la escala propuesta por Naciones  Unidas (Whipple) y los rangos establecidos por Stockwell  y Wicks (1974) (Myers).

## Estadísticas
Las estadísticas a continuación se basan en la Proyección de la Población por sexo y grupos de edad, según áreas urbana y rural, según distrito y departamento de la revisión 2015 para el año 2012 de la Dirección General de Estadísticas, Encuestas y Censos (DGEEC).
| #  | Departamento     | Población (Estimación 2012) |
| -- | ---------------- | --------------------------- |
| 1  | Central          | 1 855 241                   |
| 2  | Alto Paraná      | 737 092                     |
| 3  | Itapúa           | 554 653                     |
| 4  | Asunción         | 529 433                     |
| 5  | Caaguazú         | 518 218                     |
| 6  | San Pedro        | 394 169                     |
| 7  | Cordillera       | 279 860                     |
| 8  | Paraguarí        | 248 461                     |
| 9  | Concepción       | 226 585                     |
| 10 | Guairá           | 209 900                     |
| 11 | Canindeyú        | 198 899                     |
| 12 | Caazapá          | 172 345                     |
| 13 | Amambay          | 151 395                     |
| 14 | Misiones         | 116 672                     |
| 15 | Presidente Hayes | 109 818                     |
| 16 | Ñeembucú         | 86 180                      |
| 17 | Boquerón         | 56 440                      |
| 18 | Alto Paraguay    | 15 682                      |
|    | Paraguay         | 6 461 041                   |

### Datos adicionales
- Población por zona
  - Población Urbana: 3.825.311 (59,2%)
  - Población Rural:  2.635.730 (40,8%)

- Población por sexo
  - Hombres: 3.262.466 (50,5%)
  - Mujeres: 3.198.575 (49,5%)

- Población por edad
  - 0-15: 2.062.560 (32,7%)
  - 15-29: 1.846.682 (28,8%)
  - 30-44: 1.211.108 (18,3%)
  - 45-59: 809.970 (12,2%)
  - 60-74: 390.016 (6,1%)
  - 75+: 140.705 (1,9%)

- Ciudades más pobladas (con más de 100.000 hab.)
  - Asunción 529.433
  - Ciudad del Este 281.422
  - Luque 244.484
  - San Lorenzo 244.119
  - Capiata 206.687
  - Lambaré 158.375
  - Fernando de la Mora 153.449
  - Encarnación 119.337
  - Caaguazú 116.815
  - Limpio 114.198
  - Ñemby 110.592
  - Pedro Juan Caballero 108.625
  - Coronel Oviedo 107.925

### Idiomas más hablados en el hogar
- Español y guaraní —Jopará—: 46%
- Guaraní: 34%
- Español: 15%
- Otros: 5%

### Censos similares
- Censo boliviano de 2012
- Censo chileno de 2012